# Patacón (plat)
Pour les articles homonymes, voir Patacón.
Cet article possède un paronyme, voir Patagon.
Le patacón, ou patacon pisao, appelé aussi tostón ou frito[réf. souhaitée], est un plat à base de morceaux de banane plantain verte aplatis et frits.
L'histoire de cette nourriture est toujours liée aux aspects suivants : l'état du sol, du climat et de l'histoire[réf. souhaitée]. Il est appelé créole, étant le résultat du mélange de cuisines espagnole et indienne. C'est un plat typique créé à l'époque de la Grande Colombie. Son nom provient de l'ancienne monnaie coloniale appelée de la même manière (patacón) dans les années 1730. Les Antilles espagnoles, l'Amérique Centrale (excepté le Panama et le Costa Rica) et le Venezuela l'appellent « tostón ». Les Haïtiens le nomment bannan peze Cette recette est aussi préparée au Cameroun où on la nomme tapé tapé. 